# Limbi austro-asiatice

Limbi austro-asiatice

Limbile austro-asiatice constă într-o familie de limbi formată din 171 de limbi, vorbite de 100.000.000 de oameni în estul subcontinentului indian (mai exact în estul Indiei și în Bangladesh) și în Asia de Sud-Est (în China, Malaezia, Thailanda, Laos, Cambodgia și Myanmar). Există antropologi și lingviști care consideră că populațiile care vorbeau limba proto-austo-asiatică sunt populațiile autohtone ale acestor regiuni, celelalte (proto-indo-europenii, proto-sino-tibetanii, și așa mai departe) migrând ulterior aici.